# Federico Carlo Ferdinando di Braunschweig-Bevern
Federico Carlo Ferdinando di Braunschweig-Lüneburg-Bevern (Braunschweig, 5 aprile 1729 – Glücksburg, 27 aprile 1809) fu principe di Braunschweig-Bevern, generale feldmaresciallo danese e ultimo esponente del ramo cadetto della linea Braunschweig-Bevern.
Era figlio del duca  Ernesto Ferdinando di Braunschweig-Lüneburg-Bevern e di Eleonora Carlotta di Curlandia (1686 – 1748)

## Biografia
Entrò nel 1742 come capitano nell'esercito olandese e nel 1745 e nel 1746 prese parte a due campagne militari. Passò quindi nell'armata del Braunschweig e successivamente come volontario nell'armata imperiale. Sotto la direzione del cugino Luigi Ernesto di Braunschweig comandò, nel corso della Guerra di successione austriaca il reggimento Both'sche fino alla pace di Aachen (1748). Infine ritornò nelle forze armate olandesi come colonnello e qui nel 1754 fu nominato luogotenente generale.
Dopo lo scoppio della Guerra dei sette anni si recò nel 1756 a Dresda, ove ebbe dal re di Prussia Federico II il comando del reggimento sassone a reclutamento forzato, Prinz Xaver. Tuttavia questo si ammutinò e si dissolse, della qual cosa fu personalmente incolpato dal re Federico II. Federico Carlo Ferdinando lasciò quindi nel 1759 l'esercito prussiano ed entrò in quello inglese partecipando, sotto il comando del cugino Ferdinando di Braunschweig, alla battaglia di Minden il 1º agosto 1759. Nell'anno successivo entrò nell'esercito danese, ove divenne, nel 1761, luogotenente generale, nel 1762 comandante della Guardia appiedata e nel 1764 ispettore generale della fanteria.
Nel 1766 divenne governatore di Rendsburg e nel 1773 di Copenaghen.
Con la morte del fratello maggiore Augusto Guglielmo di Braunschweig-Bevern divenne nel 1781 il successore nella linea cadetta di Braunschweig-Bevern e prevosto di San Biagio e San Ciriaco a Braunschweig. Egli però stabilì la sua residenza, con il consenso del re di Danimarca, nel castello di Glücksburg.
Nel 1782 fu nominato feldmaresciallo generale.
Il 26 ottobre 1782 sposò la principessa Anna Carolina di Nassau-Saarbrücken (1751-1824), figlia di Guglielmo Enrico, principe di Nassau-Saarbrücken e vedova dal 1779 del duca Federico Enrico Guglielmo di Schleswig-Holstein-Glücksburg.
Nel 1793 creò nel suo paese d'origine Bevern una fondazione per i poveri.
Durante l'occupazione del Braunschweig da parte delle truppe napoleoniche nel 1806, accolse a Glücksburg i figli del duca Carlo Guglielmo Ferdinando di Brunswick-Wolfenbüttel.
Morì senza lasciare figli e con lui si estinse la linea dinastica di Braunschweig-Bevern

## Ascendenza
|                                                       |                                           |                                                                | Genitori                                                 |  |  | Nonni |  |  | Bisnonni                                  |  |  | Trisnonni                                   |  |
|                                                       |                                           |                                                                |                                                          |  |  |       |  |  | August, VI duca di Brunswick-Wolfenbüttel |  |  | Heinrich, I duca di Braunschweig-Dannenberg |  |
|                                                       |                                           |                                                                |                                                          |  |  |       |  |  | August, VI duca di Brunswick-Wolfenbüttel |  |  | Heinrich, I duca di Braunschweig-Dannenberg |  |
|                                                       |                                           | duchessa Ursula von Sachsen-Lauenburg                          |                                                          |  |  |       |  |  | August, VI duca di Brunswick-Wolfenbüttel |  |  |                                             |  |
| Ferdinand Albrecht I, I duca di Brunswick-Bevern      |                                           |                                                                |                                                          |  |  |       |  |  | August, VI duca di Brunswick-Wolfenbüttel |  |  |                                             |  |
|                                                       |                                           | duchessa Sophie Elisabeth von Mecklenburg-Güstrow              | Johann Albrecht II, IV duca di Meclemburgo-Güstrow       |  |  |       |  |  |                                           |  |  |                                             |  |
|                                                       |                                           | duchessa Sophie Elisabeth von Mecklenburg-Güstrow              | Johann Albrecht II, IV duca di Meclemburgo-Güstrow       |  |  |       |  |  |                                           |  |  |                                             |  |
|                                                       |                                           | duchessa Sophie Elisabeth von Mecklenburg-Güstrow              | duchessa Margarete Elisabeth von Mecklenburg-Schwerin    |  |  |       |  |  |                                           |  |  |                                             |  |
| Ernst Ferdinand, III duca di Brunswick-Bevern         |                                           | duchessa Sophie Elisabeth von Mecklenburg-Güstrow              |                                                          |  |  |       |  |  |                                           |  |  |                                             |  |
|                                                       |                                           | Friedrich, I langravio d'Assia-Eschwege                        | Moritz, II langravio d'Assia-Kassel                      |  |  |       |  |  |                                           |  |  |                                             |  |
|                                                       |                                           | Friedrich, I langravio d'Assia-Eschwege                        | Moritz, II langravio d'Assia-Kassel                      |  |  |       |  |  |                                           |  |  |                                             |  |
|                                                       |                                           | Friedrich, I langravio d'Assia-Eschwege                        | contessa Juliana von Nassau-Siegen                       |  |  |       |  |  |                                           |  |  |                                             |  |
| langravia Christine von Hessen-Eschwege               |                                           | Friedrich, I langravio d'Assia-Eschwege                        |                                                          |  |  |       |  |  |                                           |  |  |                                             |  |
|                                                       |                                           | duchessa Eleonora Catharina von der Pfalz-Zweibrücken-Kleeburg | Johann Kasimir, duca del Palatinato-Zweibrücken-Kleeburg |  |  |       |  |  |                                           |  |  |                                             |  |
|                                                       |                                           | duchessa Eleonora Catharina von der Pfalz-Zweibrücken-Kleeburg | Johann Kasimir, duca del Palatinato-Zweibrücken-Kleeburg |  |  |       |  |  |                                           |  |  |                                             |  |
|                                                       |                                           | duchessa Eleonora Catharina von der Pfalz-Zweibrücken-Kleeburg | principessa Katarina Karlsdotter Vasa                    |  |  |       |  |  |                                           |  |  |                                             |  |
| Friedrich Karl Ferdinand, IV duca di Brunswick-Bevern |                                           | duchessa Eleonora Catharina von der Pfalz-Zweibrücken-Kleeburg |                                                          |  |  |       |  |  |                                           |  |  |                                             |  |
|                                                       | Jacob, III duca di Curlandia e Semigallia | Wilhelm, II duca di Curlandia e Semigallia                     |                                                          |  |  |       |  |  |                                           |  |  |                                             |  |
|                                                       | Jacob, III duca di Curlandia e Semigallia | Wilhelm, II duca di Curlandia e Semigallia                     |                                                          |  |  |       |  |  |                                           |  |  |                                             |  |
|                                                       | Jacob, III duca di Curlandia e Semigallia | duchessa Sophie von Preussen                                   |                                                          |  |  |       |  |  |                                           |  |  |                                             |  |
| Friedrich Casimir, IV duca di Curlandia e Semigallia  | Jacob, III duca di Curlandia e Semigallia |                                                                |                                                          |  |  |       |  |  |                                           |  |  |                                             |  |
|                                                       |                                           | principessa Luise Charlotte von Brandenburg                    | Georg Wilhelm, XV principe elettore di Brandeburgo       |  |  |       |  |  |                                           |  |  |                                             |  |
|                                                       |                                           | principessa Luise Charlotte von Brandenburg                    | Georg Wilhelm, XV principe elettore di Brandeburgo       |  |  |       |  |  |                                           |  |  |                                             |  |
|                                                       |                                           | principessa Luise Charlotte von Brandenburg                    | duchessa Elisabeth Charlotte von der Pfalz-Simmern       |  |  |       |  |  |                                           |  |  |                                             |  |
| principessa Eleonore Charlotte von Kurland            |                                           | principessa Luise Charlotte von Brandenburg                    |                                                          |  |  |       |  |  |                                           |  |  |                                             |  |
|                                                       |                                           | conte Heinrich von Nassau-Siegen                               | Johann VII, I conte di Nassau-Siegen                     |  |  |       |  |  |                                           |  |  |                                             |  |
|                                                       |                                           | conte Heinrich von Nassau-Siegen                               | Johann VII, I conte di Nassau-Siegen                     |  |  |       |  |  |                                           |  |  |                                             |  |
|                                                       |                                           | conte Heinrich von Nassau-Siegen                               | principessa Margaretha von Schleswig-Holstein-Sonderburg |  |  |       |  |  |                                           |  |  |                                             |  |
| contessa Sophie Amalie von Nassau-Siegen              |                                           | conte Heinrich von Nassau-Siegen                               |                                                          |  |  |       |  |  |                                           |  |  |                                             |  |
|                                                       |                                           | contessa Maria Magdalena von Limburg-Stirum                    | conte Georg Ernst von Limburg-Stirum                     |  |  |       |  |  |                                           |  |  |                                             |  |
|                                                       |                                           | contessa Maria Magdalena von Limburg-Stirum                    | conte Georg Ernst von Limburg-Stirum                     |  |  |       |  |  |                                           |  |  |                                             |  |
|                                                       |                                           | contessa Maria Magdalena von Limburg-Stirum                    | contessa Magdalena von Bentheim                          |  |  |       |  |  |                                           |  |  |                                             |  |
|                                                       |                                           | contessa Maria Magdalena von Limburg-Stirum                    |                                                          |  |  |       |  |  |                                           |  |  |                                             |  |